# Філогелос
Філогелос ( дав.-гр. Φιλόγελως — «любитель посміятися/смішного») — найстаріша збірка жартів і анекдотів, що дійшла до наших днів.
Збірка складена грецькою мовою, і, на думку американського професора Вільяма Берга, написана мовою, яку можна віднести до IV століття н. е.. Створення його приписується Гієроклу або Філагрію, про яких практично нічого не відомо. Оскільки в жарті № 62 згадується святкування тисячоліття Риму, збірка, можливо, відноситься до 248 н. е., або пізнішої дати. Хоча «Філогелос» є найстарішою збіркою анекдотів, що дійшла до наших днів, є свідчення про існування більш ранніх праць такого виду. Так, Афіней писав, що Філіпп II Македонський платив клубу городян в Афінах за те, що вони записували жарти своїх членів, а на початку II століття до н. е. герої Плавта двічі згадують книги жартів.
Збірка складається з 265 жартів, поділених на теми, наприклад, «вчитель – учень», «вчений – дурень». Головний персонаж жартів — «педант» (дав.-гр. σχολαστικος), простакуватий вчений з вельми своєрідною логікою. Крім того, у «Філогелосі» висміюються жителі таких міст, як Абдери, Сідон і Кіма, а також буркуни, ледарі, заздрісники, ненажери та п'яниці.
Більшість жартів з «Філогелоса» зрозуміла сучасному читачеві без додаткових тлумачень. Деякі тексти, проте, вимагають коментарів, які пояснюють певні уявлення людей тієї епохи: наприклад, незрозумілі жарти, в яких згадується салат, якщо не знати, що в античності ця рослина вважалася афродизіаком.
У 2008 році британський телеведучий Джим Боуен випробував матеріал на сучасній аудиторії. Комік Джиммі Карр стверджує, що багато жартів напрочуд схожі на сучасні . Один з них навіть був описаний як «предок відомого скетчу Монті Пайтон про мертвого папугу».